# Fortes indianos

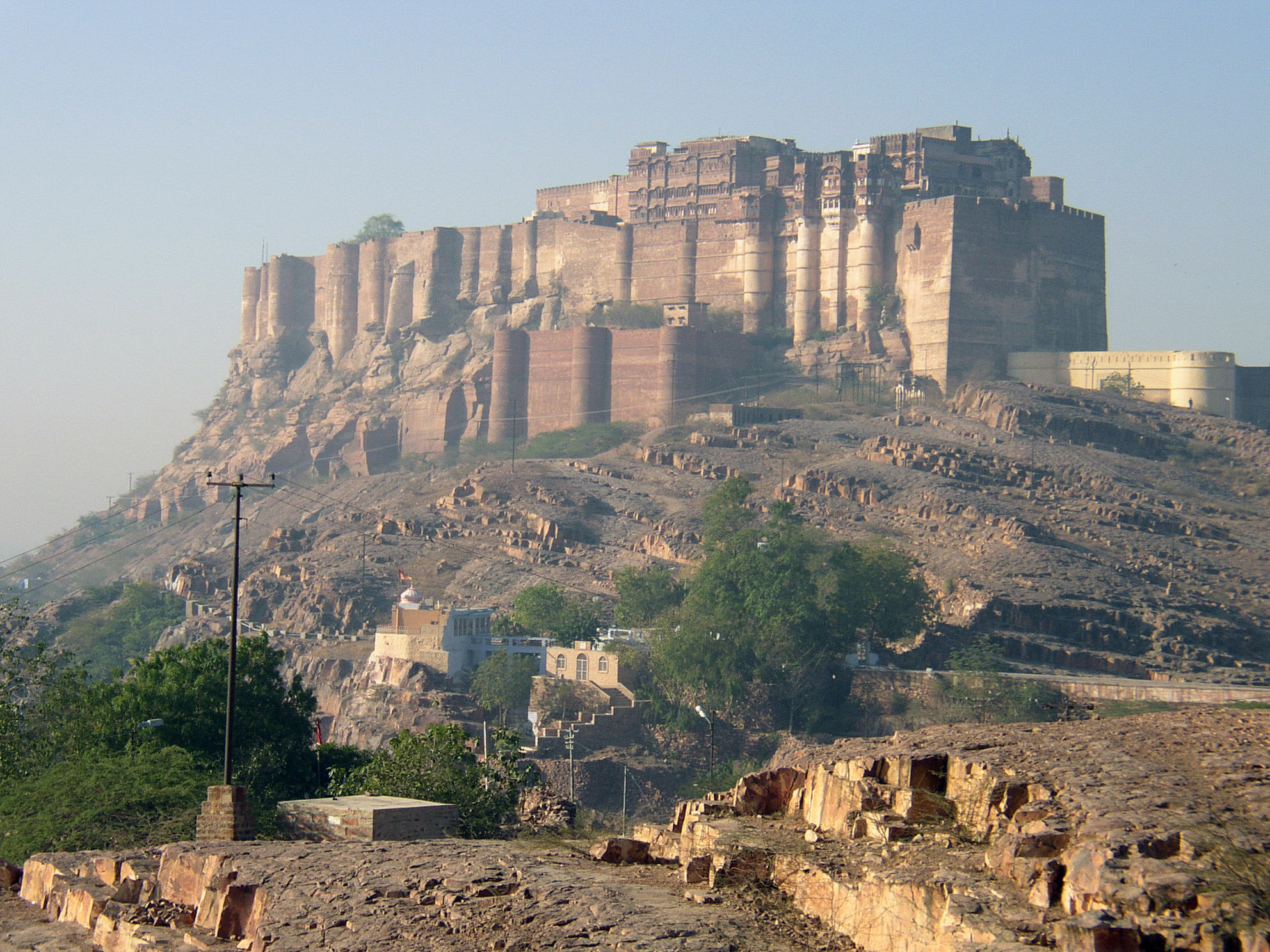
Visão do Forte de Mehrangarh.

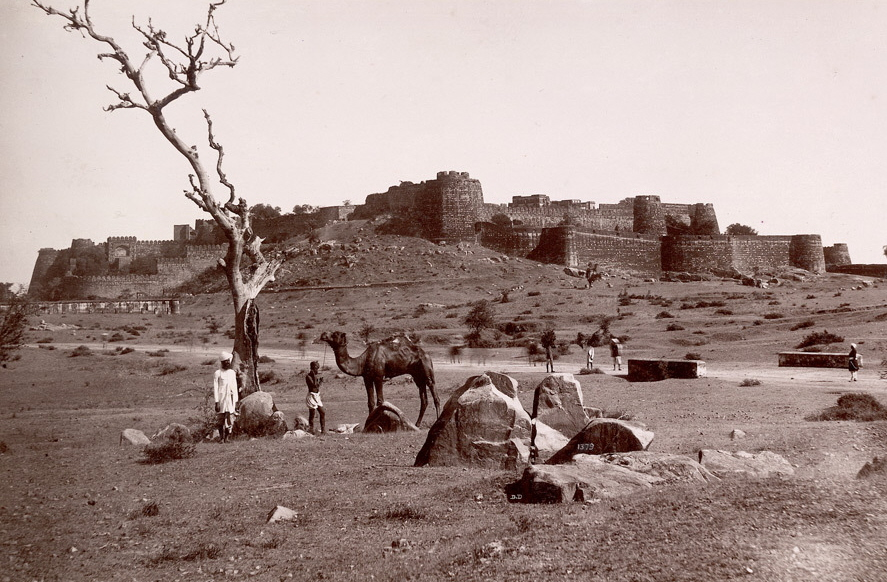
Visão do Forte de Jhansi, 1857

A maioria dos fortes indianos não são fortes, na verdade, são castelos ou fortalezas. A maioria dos fortes indianos foi construída como um mecanismo de defesa para manter o inimigo longe. Todas as fortificações européias ou indianas eram chamadas fortes. Posteriormente, isso se tornou o uso comum na Índia. Em línguas locais, os nomes fortes são sufixados pela palavra local para o forte, portanto, o uso da palavra em sânscrito, "durga", ou a palavra hindi "qila" ou a palavra "garh" ou "gad" em Rajasthan, Assam e Maharashtra é comum.
A maioria dos fortes da Índia está localizada em Rajasthan, onde foram construídos pelos Rajputs (antes de serem capturados pelos Mughals) e a cidade Rosa de Jaipur tem um número particularmente grande deles. No entanto, ele se encontram espalhados por outros estados também, como restos da era Mughal. Alguns fortes proeminentes de Rajasthan são o Forte Amber, o Forte de Chittorgarh, o Forte Jaisalmer, o Forte Lohagarh, o Forte Bikaner e o Forte Jaigarh. Deli, a capital da Índia também tem alguns fortes. Alguns dos fortes notáveis de Deli são o Forte Vermelho, Purana Quila e o forte de Tughlaqabad. Esses fortes fortes representam a glória do passado indiano. Existem muitos outros fortes de importância na Índia. Alguns dos mais notáveis são o Forte Vermelho, Agra, o forte de Gwalior e o forte de Junagarh.